# José Luis González Dávila
José Luis González Dávila (Mexikóváros, 1945. szeptember 14. – 1995. szeptember 8.) mexikói válogatott labdarúgó.

## Pályafutása

### Klubcsapatban
1962 és 1971 között a Pumas UNAM játékosa volt. Később játszott még a Deportivo Toluca (1971–74) együttesében is.

### A válogatottban
1964 és 1970 között 41 alkalommal szerepelt a mexikói válogatottban és 4 gólt szerzett. Részt vett az 1964. évi nyári olimpiai játékokon, illetve az 1966-os és az 1970-es világbajnokságon.

## Külső hivatkozások
- José Luis González Dávila – a FIFA adatbázisában
- José Luis González Dávila adatlapja a National-Football-Teams.com oldalon (angolul)

- José Luis González Dávila adatlapja a worldfootball.net oldalon (angolul)
- José Luis González Dávila profilja az Olympedia oldalán (angolul)